# Mayor Pérez
Mayor Pérez (n. ¿Sahagún?; c. 1075-m. 1 de enero, después de 1148) fue la primogénita del conde Pedro Ansúrez y su primera mujer Eylo Alfonso. 

## Fundadora del monasterio de Santa María de Retuerta
Según la tradición, el fundador del monasterio de Santa María de Retuerta fue Sancho, el primer abad del monasterio, cargo que ocupó por lo menos desde febrero de 1145 hasta 1163. Algunos autores opinan que el abad Sancho era sobrino del conde Ansúrez, mientras que otros afirman que fue su nieto. Ya se había iniciado la vida monástica en 1145 cuando el conde Armengol VI de Urgel, sobrino de Mayor y nieto del conde Ansúrez, realizó dos donaciones al monasterio de Sancta Maria de Rivula Torta (ribera sinuosa), también llamado de Fuentes Claras, y al abad Sancho.
El monasterio, según se desprende de la documentación, fue fundado por la condesa Mayor Pérez que el 1 de abril de 1146 donó el lugar llamado Fuentes Claras o Retuerta al monasterio, ad monasterium construendum vobis Abbati domno Sancio et fratribus una vobiscum sub regula beati Agustini, es decir, que al principio eran monjes de la orden de los agustinos y en el momento de la donación, el monasterio aún se encontraba en obras. En 1148, Eylo Álvarez, hija de Mayor Pérez y de su primer esposo Álvar Fañez, hizo otra donación al monasterio y en ese mismo año, su madre confirmó la primera donación efectuada en 1146 y en ese documento ya estipula que sería regido por la orden premonstratense.  Este documento, confirmado por el rey Alfonso VII de León, «es el verdadero documento fundacional de Retuerta como monasterio premonstratense». Mayor habrá fallecido después de 1148, la última vez que aparece en la documentación.

## Matrimonios y descendencia
Mayor contrajo dos matrimonios.  El primero fue con Alvar Fáñez Minaya, el más relevante entre los capitanes del rey Alfonso VI, si se exceptúa al Cid, tío de Minaya.
De este hay constancia del nacimiento de:
- Eylo Álvarez (m. después de 1156), quien casó en primeras nupcias antes de 1124 con Rodrigo Fernández de Castro el Calvo,[b] con sucesión, y en segundas con el conde Ramiro Froilaz.
- Urraca Álvarez, esposa del conde Rodrigo Vélaz,[11][12] padres del conde Álvaro Rodríguez de Sarria, Berenguela Rodríguez, casada con el conde Gonzalo Fernández de Traba, Elvira Rodríguez, esposa de Nazareno Pérez, y, muy probablemente, Aldonza Rodríguez, la esposa de Lope Díaz I de Haro, señor de Vizcaya.[13]

Tras la muerte de Alvar Fáñez en la revuelta de Segovia de 1114, casó en segundas nupcias con Martín Pérez, señor de Tordesillas, merino mayor de la reina Urraca. con quien tuvo al menos a:
- Pedro Martínez,[9] el padre de Tello Pérez de Meneses, el genearca del linaje de los Téllez de Meneses.
- Aldonza Martínez[10]